# ツール・ド・フランス2010 第11-第20ステージ結果

全コース図

- ツール・ド・フランス2010 プロローグ-第10ステージ結果 > ツール・ド・フランス2010 第11-第20ステージ結果

2010年に行なわれた、ツール・ド・フランスの第11ステージから第20ステージまでの結果について述べる。

## 第11ステージ
- 7月15日(木)　シストロン  －ブール＝レ＝ヴァロンス　184.5km [1]

- 久々登場のスプリンター向けステージ。前日の落車で骨折が判明したロバート・ハンター（ガーミン・トランジションズ）とチャールズ・ウェジェリアス（オメガファーマ・ロット）が未出走で179名がスタート。この日もスタート早々のステファヌ・オジェ（コフィディス）、アントニー・ジェラン（フランセーズ・デ・ジュー）、ホセ・アルベルト・ベニテス（フットオン・セルベット）の3名のアタックがあっさり決まるが、集団スプリントに持ち込みたいチーム・HTC - コロンビアとランプレ・ファルネーゼ＝ヴィーニがメイン集団を早々コントロールし始め、タイム差は最大でも5分強。逃げが3人ということもあって、途中の3級山岳では4位通過を巡る争いが起こるも、ジェローム・ピノー（クイックステップ）がしっかり4位通過を果たした。その後、残り22km地点で逃げが吸収。チーム・サクソバンクが鬼引きを仕掛けるも有力選手で脱落者は無し。さらにシルヴァン・シャヴァネル（クイックステップ）とヤロスラフ・ポポヴィッチ（チーム・レディオシャック）がアタックを仕掛けるも、これも吸収され、結局集団スプリントに突入した。主導権争いでマーク・レンショー（チーム・HTC - コロンビア）がジュリアン・ディーン（ガーミン・トランジションズ）に頭突きをかます中、真っ先にスプリントを開始したマーク・カヴェンディッシュ（チーム・HTC - コロンビア）が、かなりのロングスプリントだったが先頭を明け渡すこと無く駆け抜けてステージ3勝目。2位にアレサンドロ・ペタッキ（ランプレ・ファルネーゼ＝ヴィーニ）、3位にタイラー・ファーラー（ガーミン・トランジションズ）が入り、新城幸也（Bbox ブイグテレコム）がステージ6位と健闘した。スプリントコーチを勤めるエリック・ツァベルとロビー・マキュアン（チーム・カチューシャ）を越えるステージ通算13勝目となったカヴェンディッシュだが、レンショーが前述のディーンに対する頭突きに加えて、ファーラーに対して幅寄せで進路妨害を行ったとして失格処分が下り、発射台を失うこととなってしまった。ペタッキはステージ7位に沈んだトル・フースホフト（サーヴェロ・テストチーム）からマイヨ・ヴェールを奪い取り、他3賞は動きなし。敢闘賞はオジェが獲得した。

区間成績
| 順位 | 選手名                     | 国籍           | チーム                            | 時間          |
| ---- | -------------------------- | -------------- | --------------------------------- | ------------- |
| 1    | マーク・カヴェンディッシュ | イギリス       | チーム・HTC - コロンビア          | 4時間42分29秒 |
| 2    | アレッサンドロ・ペタッキ   | イタリア       | ランプレ - ファルネーゼ・ヴィーニ | 同            |
| 3    | タイラー・ファーラー       | アメリカ合衆国 | ガーミン・トランジションズ        | 同            |
| 4    | ホセ・ホアキン・ロハス     | スペイン       | ケス・デパーニュ                  | 同            |
| 5    | ロビー・マキュアン         | オーストラリア | チーム・カチューシャ              | 同            |
| 6    | 新城幸也                   | 日本           | Bbox ブイグテレコム               | 同            |
| 7    | トル・フースホフト         | ノルウェー     | サーヴェロ・テストチーム          | 同            |
| 8    | ロワイ・モンドリ           | フランス       | Ag2r・ラ・モンディアル            | 同            |
| 9    | ユルヘン・ルラントス       | ベルギー       | オメガファーマ・ロット            | 同            |
| 10   | ゲラルト・ツィオレック     | ドイツ         | チーム・ミルラム                  | 同            |

総合成績
| 順位 | 選手名                       | 国籍           | チーム                       | 時間           |
| ---- | ---------------------------- | -------------- | ---------------------------- | -------------- |
| 1    | アンディ・シュレク           | ルクセンブルク | チーム・サクソバンク         | 53時間43分25秒 |
| 2    | アルベルト・コンタドール     | スペイン       | アスタナ                     | +41秒          |
| 3    | サムエル・サンチェス         | スペイン       | エウスカルテル・エウスカディ | +2分45秒       |
| 4    | デニス・メンショフ           | ロシア         | ラボバンク                   | +2分58秒       |
| 5    | ユルヘン・ファンデンブルック | ベルギー       | オメガファーマ・ロット       | +3分31秒       |
| 6    | リーヴァイ・ライプハイマー   | アメリカ合衆国 | チーム・レディオシャック     | +3分59秒       |
| 7    | ロベルト・ヘーシンク         | オランダ       | ラボバンク                   | +4分22秒       |
| 8    | ルイス・レオン・サンチェス   | スペイン       | ケス・デパーニュ             | +4分41秒       |
| 9    | ホアキン・ロドリゲス         | スペイン       | チーム・カチューシャ         | +5分08秒       |
| 10   | イヴァン・バッソ             | イタリア       | リクイガス・ドイモ           | +5分09秒       |
| 102  | 新城幸也                     | 日本           | Bbox ブイグテレコム          | +1時間16分51秒 |

ポイント賞
| 順位 | 選手名                   | 国籍           | チーム                            | ポイント |
| ---- | ------------------------ | -------------- | --------------------------------- | -------- |
| 1    | アレッサンドロ・ペタッキ | イタリア       | ランプレ - ファルネーゼ・ヴィーニ | 161      |
| 2    | トル・フースホフト       | ノルウェー     | サーヴェロ・テストチーム          | 157      |
| 3    | ロビー・マキュアン       | オーストラリア | チーム・カチューシャ              | 138      |
| 24   | 新城幸也                 | 日本           | Bbox ブイグテレコム               | 40       |

山岳賞
| 順位 | 選手名                 | 国籍     | チーム              | ポイント |
| ---- | ---------------------- | -------- | ------------------- | -------- |
| 1    | ジェローム・ピノー     | フランス | クイックステップ    | 92       |
| 2    | アントニー・シャルトー | フランス | Bbox ブイグテレコム | 90       |
| 3    | クリストフ・モロー     | フランス | ケス・デパーニュ    | 62       |

新人賞
| 順位 | 選手名                 | 国籍           | チーム               | 時間           |
| ---- | ---------------------- | -------------- | -------------------- | -------------- |
| 1    | アンディ・シュレク     | ルクセンブルク | チーム・サクソバンク | 53時間43分25秒 |
| 2    | ロベルト・ヘーシンク   | スペイン       | ラボバンク           | +4分22秒       |
| 3    | ロマン・クロイツィガー | チェコ         | リクイガス・ドイモ   | +5分11秒       |

チーム時間賞
| 順位 | チーム名                 | 国籍           | 時間            |
| ---- | ------------------------ | -------------- | --------------- |
| 1    | ケス・デパーニュ         | スペイン       | 161時間14分29秒 |
| 2    | チーム・レディオシャック | アメリカ合衆国 | +31秒           |
| 3    | アスタナ                 | カザフスタン   | +14分54秒       |

敢闘賞
- ステファヌ・オジェ (コフィディス)

## 第12ステージ
- 7月16日(金)　ブール＝ド＝ペアージュ  －マンド　210.5km[3]

- 分類は丘陵ステージだが、最後の2級山岳クロワ・ヌーヴ峠・通称「モンテ・ローラン・ジャラベール」は距離こそ3km強と短いものの、平均勾配10%超&山頂がゴール手前僅か2kmとマイヨ・ジョーヌ争いにおいては決して無視できない存在。サミュエル・デュムラン（コフィディス）が未出走で177名がスタート。序盤からアタックの応酬が繰り広げられた末に、この日2つ目の山岳ノエニール峠でトル・フースホフト、アレクサンドル・ヴィノクロフ（アスタナ）、アンドレアス・クレーデン（チーム・レディオシャック）、アントニー・シャルトー（Bbox ブイグテレコム）等18名が飛び出して逃げ始める。途中の中間スプリントポイントはフースホフトがそれぞれ2位、1位で通過。山岳ポイントもシャルトーが1位、2位、1位で通過しポイントを稼ぐことに成功した。残り50kmを過ぎるとヴィノクロフ、クレーデン、ライダー・ヘシェダル（ガーミン・トランジションズ）、ヴァシル・キリエンカ（ケス・デパーニュ）が飛び出して4名で先行、フースホフトは無理せず集団に戻った。メイン集団もチーム・サクソバンクに加えてランプレ・ファルネーゼ＝ヴィーニ、さらにリクイガス・ドイモやサーヴェロ・テストチーム、オメガファーマ・ロット、ラボバンク等が入り乱れて猛烈なペースアップ、逃げの残党を吸収し、4名との差45秒でいよいよクロワ・ヌーヴ峠に突入。先頭はヴィノクロフが他の3名を引き離して独走、メイン集団は睨み合いの展開からホアキン・ロドリゲス（チーム・カチューシャ）がアタック、さらに遅れてアルベルト・コンタドール（アスタナ）が加速、マイヨ・ジョーヌのアンディ・シュレク（チーム・サクソバンク）が反応できず遅れてしまう。ロドリゲスとコンタドールは力尽きたヴィノクロフを抜き去ってそのままゴール前へ。最後は2人の勝負をロドリゲスが制した。ロドリゲスはツール初出場で見事にステージ優勝、グランツール全体においても2003年ブエルタ第8ステージ以来の2勝目。アンディはコンタドールに10秒タイム差を削られるも、マイヨ・ジョーヌとマイヨ・ブランは問題なくキープ。マイヨ・ヴェールはフースホフト、マイヨ・ブラン・ア・ポア・ルージュはシャルトーが望みどおり奪還。敢闘賞はヴィノクロフが獲得した。尚、第2ステージでの落車で手首を骨折しながらもレースを続行してきたタイラー・ファーラーがついに力尽きてリタイアとなった。

区間成績
| 順位 | 選手名                       | 国籍           | チーム                       | 時間          |
| ---- | ---------------------------- | -------------- | ---------------------------- | ------------- |
| 1    | ホアキン・ロドリゲス         | スペイン       | チーム・カチューシャ         | 4時間58分26秒 |
| 2    | アルベルト・コンタドール     | スペイン       | アスタナ                     | 同            |
| 3    | アレクサンドル・ヴィノクロフ | カザフスタン   | アスタナ                     | +04秒         |
| 4    | ユルヘン・ファンデンブルック | ベルギー       | オメガファーマ・ロット       | +10秒         |
| 5    | アンディ・シュレク           | ルクセンブルク | チーム・サクソバンク         | 同            |
| 6    | サムエル・サンチェス         | スペイン       | エウスカルテル・エウスカディ | 同            |
| 7    | アンドレアス・クレーデン     | ドイツ         | チーム・レディオシャック     | 同            |
| 8    | デニス・メンショフ           | ロシア         | ラボバンク                   | 同            |
| 9    | ロベルト・ヘーシンク         | オランダ       | ラボバンク                   | +15秒         |
| 10   | ロマン・クロイツィガー       | チェコ         | リクイガス・ドイモ           | 同            |
| 105  | 新城幸也                     | 日本           | Bbox ブイグテレコム          | +5分25秒      |

総合成績
| 順位 | 選手名                       | 国籍           | チーム                       | 時間           |
| ---- | ---------------------------- | -------------- | ---------------------------- | -------------- |
| 1    | アンディ・シュレク           | ルクセンブルク | チーム・サクソバンク         | 58時間42分01秒 |
| 2    | アルベルト・コンタドール     | スペイン       | アスタナ                     | +31秒          |
| 3    | サムエル・サンチェス         | スペイン       | エウスカルテル・エウスカディ | +2分45秒       |
| 4    | デニス・メンショフ           | ロシア         | ラボバンク                   | +2分58秒       |
| 5    | ユルヘン・ファンデンブルック | ベルギー       | オメガファーマ・ロット       | +3分31秒       |
| 6    | リーヴァイ・ライプハイマー   | アメリカ合衆国 | チーム・レディオシャック     | +4分06秒       |
| 7    | ロベルト・ヘーシンク         | オランダ       | ラボバンク                   | +4分27秒       |
| 8    | ホアキン・ロドリゲス         | スペイン       | チーム・カチューシャ         | +4分58秒       |
| 9    | ルイス・レオン・サンチェス   | スペイン       | ケス・デパーニュ             | +5分02秒       |
| 10   | ロマン・クロイツィガー       | チェコ         | リクイガス・ドイモ           | +5分16秒       |
| 101  | 新城幸也                     | 日本           | Bbox ブイグテレコム          | +1時間22分06秒 |

ポイント賞
| 順位 | 選手名                   | 国籍           | チーム                            | ポイント |
| ---- | ------------------------ | -------------- | --------------------------------- | -------- |
| 1    | トル・フースホフト       | ノルウェー     | サーヴェロ・テストチーム          | 167      |
| 2    | アレッサンドロ・ペタッキ | イタリア       | ランプレ - ファルネーゼ・ヴィーニ | 161      |
| 3    | ロビー・マキュアン       | オーストラリア | チーム・カチューシャ              | 138      |
| 23   | 新城幸也                 | 日本           | Bbox ブイグテレコム               | 40       |

山岳賞
| 順位 | 選手名                 | 国籍           | チーム               | ポイント |
| ---- | ---------------------- | -------------- | -------------------- | -------- |
| 1    | アントニー・シャルトー | フランス       | Bbox ブイグテレコム  | 107      |
| 2    | ジェローム・ピノー     | フランス       | クイックステップ     | 92       |
| 3    | アンディ・シュレク     | ルクセンブルク | チーム・サクソバンク | 64       |

新人賞
| 順位 | 選手名                 | 国籍           | チーム               | 時間           |
| ---- | ---------------------- | -------------- | -------------------- | -------------- |
| 1    | アンディ・シュレク     | ルクセンブルク | チーム・サクソバンク | 58時間42分01秒 |
| 2    | ロベルト・ヘーシンク   | スペイン       | ラボバンク           | +4分27秒       |
| 3    | ロマン・クロイツィガー | チェコ         | リクイガス・ドイモ   | +5分16秒       |

チーム時間賞
| 順位 | チーム名                 | 国籍           | 時間            |
| ---- | ------------------------ | -------------- | --------------- |
| 1    | チーム・レディオシャック | アメリカ合衆国 | 176時間11分16秒 |
| 2    | ケス・デパーニュ         | スペイン       | +21秒           |
| 3    | アスタナ                 | カザフスタン   | +15分43秒       |

敢闘賞
- アレクサンドル・ヴィノクロフ (アスタナ)

## 第13ステージ
- 7月17日(土)　ロデーズ  －ルヴェル 196.0km[5]

- ピレネー突入前最後の平坦ステージだが、ゴール手前7.5km地点の3級山岳サン・フェレオルがどう影響するか。正式スタート前のニュートラルゾーンでランス・アームストロング（チーム・レディオシャック）が落車し、スタートが遅れるアクシデントがあったが、5km地点でシルヴァン・シャヴァネル（クイックステップ）、ピエリック・フェドリゴ（Bbox ブイグテレコム）、フアン・アントニオ・フレチャ（チームスカイ）の3名の逃げが決まり落ち着きを取り戻した。タイム差が5分に広がったところでチーム・HTC - コロンビアとランプレ・ファルネーゼ＝ヴィーニがコントロールを開始、タイム差は6分をピークに縮小傾向に転じ、ついに残り10km地点で集団に吸収された。直後にサン・フェレオルに突入。するとアレッサンドロ・バッラン（BMC・レーシングチーム）がアタック、さらに数選手が飛び出してメイン集団が崩壊。頂上を過ぎて下りに突入したところでメイン集団から飛び出していたアレクサンドル・ヴィノクロフがバッランを抜き去って独走を開始、後方のメイン集団は統率が取れずにペースが上がらない。結局ヴィノクロフがメイン集団に13秒差をつけて見事な独走勝利。前日の悔しさを見事に晴らした。2位争いはマーク・カヴェンディッシュが制し、次いでアレサンドロ・ペタッキが入った。トル・フースホフトがステージ8位に沈んだため、マイヨ・ヴェールは再びペタッキへ移動。カヴェンディッシュは発射台マーク・レンショー不在でも強さを見せつけたが、マイヨ・ヴェール争いでは未だペタッキから25ポイント差と厳しい状況が続く。その他各賞は動きなし、敢闘賞はフレチャが獲得した。尚、レース序盤でレイン・ターラミャエ（コフィディス）がリタイアしている。

区間成績
| 順位 | 選手名                           | 国籍             | チーム                            | 時間          |
| ---- | -------------------------------- | ---------------- | --------------------------------- | ------------- |
| 1    | アレクサンドル・ヴィノクロフ     | カザフスタン     | アスタナ                          | 4時間26分26秒 |
| 2    | マーク・カヴェンディッシュ       | イギリス         | チーム・HTC - コロンビア          | +13秒         |
| 3    | アレッサンドロ・ペタッキ         | イタリア         | ランプレ - ファルネーゼ・ヴィーニ | 同            |
| 4    | エドヴァルド・ボアソン・ハーゲン | ノルウェー       | チーム・スカイ                    | 同            |
| 5    | ホセ・ホアキン・ロハス           | スペイン         | ケス・デパーニュ                  | 同            |
| 6    | ジュリアン・ディーン             | ニュージーランド | ガーミン・トランジションズ        | 同            |
| 7    | アントニー・ジェラン             | フランス         | フランセーズ・デ・ジュー          | 同            |
| 8    | トル・フースホフト               | ノルウェー       | サーヴェロ・テストチーム          | 同            |
| 9    | グレガ・ボレ                     | スロベニア       | ランプレ - ファルネーゼ・ヴィーニ | 同            |
| 10   | ロワイ・モンドリ                 | フランス         | Ag2r・ラ・モンディアル            | 同            |
| 19   | 新城幸也                         | 日本             | Bbox ブイグテレコム               | +13秒         |

総合成績
| 順位 | 選手名                       | 国籍           | チーム                       | 時間           |
| ---- | ---------------------------- | -------------- | ---------------------------- | -------------- |
| 1    | アンディ・シュレク           | ルクセンブルク | チーム・サクソバンク         | 63時間08分40秒 |
| 2    | アルベルト・コンタドール     | スペイン       | アスタナ                     | +31秒          |
| 3    | サムエル・サンチェス         | スペイン       | エウスカルテル・エウスカディ | +2分45秒       |
| 4    | デニス・メンショフ           | ロシア         | ラボバンク                   | +2分58秒       |
| 5    | ユルヘン・ファンデンブルック | ベルギー       | オメガファーマ・ロット       | +3分31秒       |
| 6    | リーヴァイ・ライプハイマー   | アメリカ合衆国 | チーム・レディオシャック     | +4分06秒       |
| 7    | ロベルト・ヘーシンク         | オランダ       | ラボバンク                   | +4分27秒       |
| 8    | ホアキン・ロドリゲス         | スペイン       | チーム・カチューシャ         | +4分58秒       |
| 9    | ルイス・レオン・サンチェス   | スペイン       | ケス・デパーニュ             | +5分02秒       |
| 10   | ロマン・クロイツィガー       | チェコ         | リクイガス・ドイモ           | +5分16秒       |
| 96   | 新城幸也                     | 日本           | Bbox ブイグテレコム          | +1時間22分06秒 |

ポイント賞
| 順位 | 選手名                     | 国籍           | チーム                            | ポイント |
| ---- | -------------------------- | -------------- | --------------------------------- | -------- |
| 1    | アレッサンドロ・ペタッキ   | イタリア       | ランプレ - ファルネーゼ・ヴィーニ | 187      |
| 2    | トル・フースホフト         | ノルウェー     | サーヴェロ・テストチーム          | 185      |
| 3    | マーク・カヴェンディッシュ | オーストラリア | チーム・カチューシャ              | 162      |
| 24   | 新城幸也                   | 日本           | Bbox ブイグテレコム               | 47       |

山岳賞
| 順位 | 選手名                 | 国籍     | チーム                 | ポイント |
| ---- | ---------------------- | -------- | ---------------------- | -------- |
| 1    | アントニー・シャルトー | フランス | Bbox ブイグテレコム    | 107      |
| 2    | ジェローム・ピノー     | フランス | クイックステップ       | 92       |
| 3    | マリオ・アールツ       | ベルギー | オメガファーマ・ロット | 65       |

新人賞
| 順位 | 選手名                 | 国籍           | チーム               | 時間           |
| ---- | ---------------------- | -------------- | -------------------- | -------------- |
| 1    | アンディ・シュレク     | ルクセンブルク | チーム・サクソバンク | 63時間08分40秒 |
| 2    | ロベルト・ヘーシンク   | スペイン       | ラボバンク           | +4分27秒       |
| 3    | ロマン・クロイツィガー | チェコ         | リクイガス・ドイモ   | +5分16秒       |

チーム時間賞
| 順位 | チーム名                 | 国籍           | 時間            |
| ---- | ------------------------ | -------------- | --------------- |
| 1    | チーム・レディオシャック | アメリカ合衆国 | 189時間31分13秒 |
| 2    | ケス・デパーニュ         | スペイン       | +21秒           |
| 3    | アスタナ                 | カザフスタン   | +16分43秒       |

敢闘賞
- フアン・アントニオ・フレチャ (チーム・スカイ)

## 第14ステージ
- 7月18日(日)　ルヴェル  －アクス・レ・テルム　184.5km[7]

- いよいよ勝負のピレネー山岳ステージがスタート。その初日は今大会2回目の山頂ゴール。2つの山岳はどちらも平均勾配8%前後と難易度は高い。25km地点で逃げのメンバーが固まり、クリストフ・リブロン（Ag2r・ラ・モンディアル）、ピエール・ロラン（Bbox ブイグテレコム）、ジェライント・トーマス（チームスカイ）、アマエル・モワナール、ステファヌ・オジェ（共にコフィディス）、ユルヘン・ファン・デ・ワール（クイックステップ）、パヴェル・ブルット（チーム・カチューシャ）、ブノワ・ヴォグルナール（フランセーズ・デ・ジュー）、デヴィッド・ザブリスキー（ガーミン・トランジションズ）の9名がメイン集団に最大10分差を付ける。メイン集団はアスタナとラボバンクが中心にコントロール、差が4分まで縮まったところで超級パイエル峠に突入。メイン集団はアスタナがハイテンポを刻み、ランス・アームストロングやカデル・エヴァンスが脱落。その中からラファエル・バリュス（フットオン・セルベット）が単独で飛び出しに成功。遅れてカルロス・サストレ（サーヴェロ・テストチーム）とヴァシル・キリエンカが飛び出す。逃げ集団からも次々に選手が脱落し、ついにリブロン単独となって頂上を通過。マイヨ・ブラン・ア・ポア・ルージュのアントニー・シャルトーは7位通過で着実にポイントを稼いだ。メイン集団は2分半ほどの遅れで通過。下りでモワナールがリブロンに追いつきかけるが、直後に1級アクス・トロワ・ドメーヌに突入し、再びリブロンが単独先頭に。メイン集団はアレクサンドル・ヴィノクロフの強烈な牽きでイヴァン・バッソ、ロマン・クロイツィガー（共にリクイガス・ドイモ）、リーヴァイ・ライプハイマー（チーム・レディオシャック）が脱落、前で逃げていた選手もリブロンを除いて軒並み吸収された。ヴィノクロフの牽きが終了したところでアルベルト・コンタドールがアタックを掛けるもマイヨ・ジョーヌのアンディ・シュレクはしっかり反応。コンタドールは何度か揺さぶるもアンディは離れず。しかし2人は極度の牽制状態に陥ってしまい集団の後ろに下がってしまった。この隙を突いて総合4位のデニス・メンショフ（ラボバンク）がアタック、総合3位のサムエル・サンチェス（エウスカルテル・エウスカディ）が反応し2人で飛び出すことに成功した。しかし、これらの動きはリブロンを脅かす動きにはならずそのままリブロンが独走でゴールに飛び込んだ。トラックで顕著な実績を残してきたリブロンだが、グランツールでは初勝利、さらに敢闘賞も獲得した。54秒遅れでメンショフとサンチェス、1分8秒遅れでアンディ、コンタドール、ホアキン・ロドリゲス、ロベルト・ヘーシンク（ラボバンク）、ユルヘン・ファンデンブルック（オメガファーマ・ロット）がゴール。ライプハイマーは1分53秒遅れでのゴールとなり、ヘーシンクに抜かれて総合7位に転落。バッソは2分半遅れてしまい、総合も6分52秒差の10位とダブルツールがいよいよ厳しくなってきた。その他各賞は動きはなかった。

区間成績
| 順位 | 選手名                       | 国籍           | チーム                            | 時間          |
| ---- | ---------------------------- | -------------- | --------------------------------- | ------------- |
| 1    | クリストフ・リブロン         | フランス       | Ag2r・ラ・モンディアル            | 4時間52分42秒 |
| 2    | デニス・メンショフ           | ロシア         | ラボバンク                        | +54秒         |
| 3    | サムエル・サンチェス         | スペイン       | エウスカルテル・エウスカディ      | 同            |
| 4    | アンディ・シュレク           | ルクセンブルク | チーム・サクソバンク              | +1分08秒      |
| 5    | ホアキン・ロドリゲス         | スペイン       | チーム・カチューシャ              | 同            |
| 6    | ロベルト・ヘーシンク         | オランダ       | ラボバンク                        | 同            |
| 7    | アルベルト・コンタドール     | スペイン       | アスタナ                          | 同            |
| 8    | ユルヘン・ファンデンブルック | ベルギー       | オメガファーマ・ロット            | 同            |
| 9    | ダミアーノ・クネゴ           | イタリア       | ランプレ - ファルネーゼ・ヴィーニ | +1分49秒      |
| 10   | カルロス・サストレ           | スペイン       | サーヴェロ・テストチーム          | 同            |
| 103  | 新城幸也                     | 日本           | Bbox ブイグテレコム               | +27分10秒     |

総合成績
| 順位 | 選手名                       | 国籍           | チーム                       | 時間           |
| ---- | ---------------------------- | -------------- | ---------------------------- | -------------- |
| 1    | アンディ・シュレク           | ルクセンブルク | チーム・サクソバンク         | 68時間02分30秒 |
| 2    | アルベルト・コンタドール     | スペイン       | アスタナ                     | +31秒          |
| 3    | サムエル・サンチェス         | スペイン       | エウスカルテル・エウスカディ | +2分31秒       |
| 4    | デニス・メンショフ           | ロシア         | ラボバンク                   | +2分44秒       |
| 5    | ユルヘン・ファンデンブルック | ベルギー       | オメガファーマ・ロット       | +3分31秒       |
| 6    | ロベルト・ヘーシンク         | オランダ       | ラボバンク                   | +4分27秒       |
| 7    | リーヴァイ・ライプハイマー   | アメリカ合衆国 | チーム・レディオシャック     | +4分51秒       |
| 8    | ホアキン・ロドリゲス         | スペイン       | チーム・カチューシャ         | +4分58秒       |
| 9    | ルイス・レオン・サンチェス   | スペイン       | ケス・デパーニュ             | +5分56秒       |
| 10   | イヴァン・バッソ             | イタリア       | リクイガス・ドイモ           | +6分52秒       |
| 98   | 新城幸也                     | 日本           | Bbox ブイグテレコム          | +1時間48分08秒 |

ポイント賞
| 順位 | 選手名                     | 国籍           | チーム                            | ポイント |
| ---- | -------------------------- | -------------- | --------------------------------- | -------- |
| 1    | アレッサンドロ・ペタッキ   | イタリア       | ランプレ - ファルネーゼ・ヴィーニ | 187      |
| 2    | トル・フースホフト         | ノルウェー     | サーヴェロ・テストチーム          | 185      |
| 3    | マーク・カヴェンディッシュ | オーストラリア | チーム・カチューシャ              | 162      |
| 26   | 新城幸也                   | 日本           | Bbox ブイグテレコム               | 47       |

山岳賞
| 順位 | 選手名                 | 国籍           | チーム               | ポイント |
| ---- | ---------------------- | -------------- | -------------------- | -------- |
| 1    | アントニー・シャルトー | フランス       | Bbox ブイグテレコム  | 115      |
| 2    | ジェローム・ピノー     | フランス       | クイックステップ     | 92       |
| 3    | アンディ・シュレク     | ルクセンブルク | チーム・サクソバンク | 76       |

新人賞
| 順位 | 選手名                 | 国籍           | チーム               | 時間           |
| ---- | ---------------------- | -------------- | -------------------- | -------------- |
| 1    | アンディ・シュレク     | ルクセンブルク | チーム・サクソバンク | 68時間02分30秒 |
| 2    | ロベルト・ヘーシンク   | スペイン       | ラボバンク           | +4分27秒       |
| 3    | ロマン・クロイツィガー | チェコ         | リクイガス・ドイモ   | +7分11秒       |

チーム時間賞
| 順位 | チーム名                 | 国籍           | 時間            |
| ---- | ------------------------ | -------------- | --------------- |
| 1    | ケス・デパーニュ         | スペイン       | 204時間16分00秒 |
| 2    | チーム・レディオシャック | アメリカ合衆国 | +08秒           |
| 3    | ラボバンク               | オランダ       | +17分13秒       |

敢闘賞
- クリストフ・リブロン (Ag2r・ラ・モンディアル)

## 第15ステージ
- 7月19日(月)　パミエ  －バニェール＝ド＝リュション　187.0km[9]

- ピレネー2日目。レース終盤に登場する超級山岳バレス峠は上りもさることながら、下りも非常にテクニカル。スタート直後からアタックと吸収の連続で逃げが決まらず、中間スプリントポイントを狙って飛び出したトル・フースホフトとアレサンドロ・ペタッキが最初の4級山岳を2位、3位通過、山岳ポイントを狙ったジェローム・ピノーが中間スプリントポイントを3位通過するという珍事も起きた。補給地点を過ぎたレース中間地点手前となる93km地点でようやくブリアン・ワンドボルグ（リクイガス・ドイモ）、ルーク・ロバーツ（チーム・ミルラム）、ヨハン・ファンスュメレン（ガーミン・トランジションズ）、セルゲイ・イワノフ（チーム・カチューシャ）、アレッサンドロ・バッラン（BMC・レーシングチーム）、フランチェスコ・レダ（クイックステップ）、アイトール・ペレス（フットオン・セルベット）、ロワイ・モンドリ（Ag2r・ラ・モンディアル）、トマ・ヴォクレール、セバスティアン・テュルゴ（共にBbox ブイグテレコム）の10名の逃げが決まると、途端にメイン集団はペースダウン。差は最大で11分近くまで拡がった。その後チーム・サクソバンクがペースを上げいよいよバレス峠に突入。逃げ集団内で揺さぶりがかかる中、ヴォクレールがアタックして単独で飛び出すことに成功。バッランが追撃するもどんどん差が開いていく。メイン集団もサクソバンクがアシスト総出でペースアップ。お膳立てを受けたアンディ・シュレクがアタックをするがアルベルト・コンタドールがきっちり反応して逃げを許さない。一度集団が大きくなった後、再びアンディがアタック。周りを他選手に囲まれていたコンタドールが反応できず代わりにアレクサンドル・ヴィノクロフが追撃を試みる。ところがここでアンディにまさかのチェーントラブルが発生。ストップを余儀なくされたアンディを尻目にコンタドールが加速、サムエル・サンチェスとデニス・メンショフが反応して3名でアンディから先行。アンディも鬼気迫る追い上げを見せるも差はなかなか縮まらない。そんな後続の戦いを尻目にヴォクレールは独走で頂上を通過。下りでヒヤリとするシーンはあったが、独走で昨年に続くステージ優勝を決めた。ヴォクレールは敢闘賞も同時に獲得。1分20秒遅れでバッランとペレスがゴール。コンタドール達は逃げていた選手を吸収しつつ2分50秒遅れでゴール。アンディは3分29秒遅れでのゴールとなった。マイヨ・ジョーヌは8秒差でコンタドールに移るも、「アクシデントにつけ込まない」というプロトン内での不文律を破ったとも言えるコンタドールに表彰式ではブーイングが飛ばされ、トラブルを巡るコンタドールの発言が二転三転するなど後に禍根を残しかねない結果となった。アンディもマイヨ・ブランはキープ。その他各賞も動きはなかった。尚、マウロ・サンタンブロージョ（BMC・レーシングチーム）が途中リタイアしている。

区間成績
| 順位 | 選手名                   | 国籍           | チーム                       | 時間          |
| ---- | ------------------------ | -------------- | ---------------------------- | ------------- |
| 1    | トマ・ヴォクレール       | フランス       | Bbox ブイグテレコム          | 4時間44分51秒 |
| 2    | アレッサンドロ・バッラン | イタリア       | BMC・レーシングチーム        | +1分20秒      |
| 3    | アイトール・ペレス       | スペイン       | フットオン・セルベット       | 同            |
| 4    | ロワイ・モンドリ         | フランス       | Ag2r・ラ・モンディアル       | +2分50秒      |
| 5    | ルーク・ロバーツ         | オーストラリア | チーム・ミルラム             | 同            |
| 6    | フランチェスコ・レダ     | イタリア       | クイックステップ             | 同            |
| 7    | アルベルト・コンタドール | スペイン       | アスタナ                     | 同            |
| 8    | サムエル・サンチェス     | スペイン       | エウスカルテル・エウスカディ | 同            |
| 9    | デニス・メンショフ       | ロシア         | ラボバンク                   | 同            |
| 10   | ブリアン・ワンドボルグ   | デンマーク     | リクイガス・ドイモ           | 同            |
| 142  | 新城幸也                 | 日本           | Bbox ブイグテレコム          | +28分49秒     |

総合成績
| 順位 | 選手名                       | 国籍           | チーム                       | 時間           |
| ---- | ---------------------------- | -------------- | ---------------------------- | -------------- |
| 1    | アルベルト・コンタドール     | スペイン       | アスタナ                     | 72時間50分42秒 |
| 2    | アンディ・シュレク           | ルクセンブルク | チーム・サクソバンク         | +08秒          |
| 3    | サムエル・サンチェス         | スペイン       | エウスカルテル・エウスカディ | +2分00秒       |
| 4    | デニス・メンショフ           | ロシア         | ラボバンク                   | +2分13秒       |
| 5    | ユルヘン・ファンデンブルック | ベルギー       | オメガファーマ・ロット       | +3分39秒       |
| 6    | ロベルト・ヘーシンク         | オランダ       | ラボバンク                   | +5分01秒       |
| 7    | リーヴァイ・ライプハイマー   | アメリカ合衆国 | チーム・レディオシャック     | +5分25秒       |
| 8    | ホアキン・ロドリゲス         | スペイン       | チーム・カチューシャ         | +5分45秒       |
| 9    | アレクサンドル・ヴィノクロフ | カザフスタン   | アスタナ                     | +7分12秒       |
| 10   | ライダー・ヘシェダル         | カナダ         | ガーミン・トランジションズ   | +7分51秒       |
| 105  | 新城幸也                     | 日本           | Bbox ブイグテレコム          | +2時間13分36秒 |

ポイント賞
| 順位 | 選手名                     | 国籍           | チーム                            | ポイント |
| ---- | -------------------------- | -------------- | --------------------------------- | -------- |
| 1    | アレッサンドロ・ペタッキ   | イタリア       | ランプレ - ファルネーゼ・ヴィーニ | 187      |
| 2    | トル・フースホフト         | ノルウェー     | サーヴェロ・テストチーム          | 185      |
| 3    | マーク・カヴェンディッシュ | オーストラリア | チーム・カチューシャ              | 162      |
| 26   | 新城幸也                   | 日本           | Bbox ブイグテレコム               | 47       |

山岳賞
| 順位 | 選手名                 | 国籍     | チーム              | ポイント |
| ---- | ---------------------- | -------- | ------------------- | -------- |
| 1    | アントニー・シャルトー | フランス | Bbox ブイグテレコム | 115      |
| 2    | ジェローム・ピノー     | フランス | クイックステップ    | 92       |
| 3    | トマ・ヴォクレール     | フランス | Bbox ブイグテレコム | 82       |

新人賞
| 順位 | 選手名                 | 国籍           | チーム               | 時間           |
| ---- | ---------------------- | -------------- | -------------------- | -------------- |
| 1    | アンディ・シュレク     | ルクセンブルク | チーム・サクソバンク | 72時間50分50秒 |
| 2    | ロベルト・ヘーシンク   | スペイン       | ラボバンク           | +4分53秒       |
| 3    | ロマン・クロイツィガー | チェコ         | リクイガス・ドイモ   | +7分50秒       |

チーム時間賞
| 順位 | チーム名                 | 国籍           | 時間            |
| ---- | ------------------------ | -------------- | --------------- |
| 1    | チーム・レディオシャック | アメリカ合衆国 | 218時間42分52秒 |
| 2    | ケス・デパーニュ         | スペイン       | +4分27秒        |
| 3    | ラボバンク               | オランダ       | +17分23秒       |

敢闘賞
- トマ・ヴォクレール (Bbox ブイグテレコム)

## 第16ステージ
- 7月20日(火)　バニェール＝ド＝リュション  －ポー　199.5km[11]

- ピレネー3日目は、ツールマレー峠、オービスク峠の両超級山岳に加え、1級山岳2つと山岳難度は今大会屈指。しかしオービスク峠をほぼ下りきってからゴール地点のポーまで約45kmあり、総合争いにどの程度影響するかは未知数。イバン・マヨス（フットオン・セルベット）とブラム・タンキンク（ラボバンク）が未出走で172名がスタート。スタート直後から1級山岳ペイルスルド峠の上りが始まり、前々から逃げを予告していたランス・アームストロングやロマン・クロイツィガー、ライダー・ヘシェダル、アレクサンドル・ヴィノクロフ、ブラッドリー・ウィギンス（チームスカイ）、アントニー・シャルトー等の強力なメンバーが逃げ始める。しかし、逃げを危険と判断したアスタナがハイペースを維持するとイヴァン・バッソやカデル・エヴァンスが早々脱落。アンディ・シュレクも丸裸の状態に陥ってしまう。その後、山頂手前でユルヘン・ファンデンブルックが飛び出すも逃げには追いつけず。尚シャルトーは山頂を2位通過してポイントを稼いだ。下りきった後の1級山岳アスパン峠でも逃げとオメガファーマ・ロットも牽引に参加し始めたメイン集団との追いかけっこが続き、一時サムエル・サンチェスやロベルト・ヘーシンクがメイン集団から脱落する事態に。ここの山頂もシャルトーは1位通過しさらにポイントを稼ぐことに成功した。その後の下り区間で、逃げ集団からサンディ・カザール（フランセーズ・デ・ジュー）が飛び出しに成功し、サンチェスやヘーシンクも何とかメイン集団に復帰した。下りきると即ツールマレー峠に突入。カザール以外の逃げが吸収される直前にアームストロングが飛び出して再び逃げ始めた。アームストロングはカザールを抜き去って一時は独走態勢となるも、後方からピエリック・フェドリゴ、ダミアーノ・クネゴ（ランプレ・ファルネーゼ＝ヴィーニ）、ルーベン・プラサ、クリストフ・モロー（共にケス・デパーニュ）、ユルヘン・ファン・デ・ワール、カルロス・バレード（共にクイックステップ）、クリス・ホーナー（チーム・レディオシャック）、イグナタス・コノヴァロヴァス（サーヴェロ・テストチーム）が追いつき、カザールも復帰して10名での逃げとなった。一方メイン集団は、シャルトーが単独で逃げを追走、さらには後方から追いついてきたトル・フースホフトが一時飛び出してしまうほどにペースが低下し、完全に逃げ容認の格好に。山頂はモローが先頭で通過。その後の下りでシャルトーはメイン集団に戻った。その後10名の逃げのままでオービスク峠に突入。アームストロングやバレードが揺さぶりを仕掛けるが、結局脱落したのはコノヴァロヴァスのみ。山頂はモローが先頭で通過し、シャルトーとの差が15ポイントに。この間もメイン集団のペースは遅く、差は10分近くまで開いた。下りきって平坦区間に入ったところでバレードがアタック、集団から45秒ほどの差を得ることに成功する。一方、メイン集団はホーナーとプラサの総合ジャンプアップを嫌ったオメガファーマ・ロット、ラボバンク、ガーミン・トランジションズが牽き始めた。懸命に逃げ続けたバレードだったが、フラムルージュ手前でついに力尽き、8名によるスプリント勝負に持ち込まれた。モローのアシストを受けたプラサやアームストロングがスプリントを仕掛ける中、段違いの加速を見せたフェドリゴがステージ優勝を決めた。2位はカザール、3位はプラサ。アームストロングは6位に終わった。フェドリゴは昨年に続くステージ優勝で、ツールステージ通算3勝目。ブイグテレコムはステージ2連勝。6分45秒遅れのメイン集団の先頭はフースホフトが取り、ペタッキからマイヨ・ヴェールを奪い返した。その他各賞は動きなし。敢闘賞はバレードが獲得した。気管支炎の影響で早々メイン集団から脱落してしまったバッソはグルペットでのゴールとなりダブルツールの夢は完全に潰えることになった。

区間成績
| 順位 | 選手名                     | 国籍           | チーム                            | 時間          |
| ---- | -------------------------- | -------------- | --------------------------------- | ------------- |
| 1    | ピエリック・フェドリゴ     | フランス       | Bbox ブイグテレコム               | 5時間31分43秒 |
| 2    | サンディ・カザール         | フランス       | フランセーズ・デ・ジュー          | 同            |
| 3    | ルーベン・プラサ           | スペイン       | ケス・デパーニュ                  | 同            |
| 4    | ダミアーノ・クネゴ         | イタリア       | ランプレ - ファルネーゼ・ヴィーニ | 同            |
| 5    | クリス・ホーナー           | アメリカ合衆国 | チーム・レディオシャック          | 同            |
| 6    | ランス・アームストロング   | アメリカ合衆国 | チーム・レディオシャック          | 同            |
| 7    | ユルヘン・ファン・デ・ワル | ベルギー       | クイックステップ                  | 同            |
| 8    | クリストフ・モロー         | フランス       | ケス・デパーニュ                  | 同            |
| 9    | カルロス・バレード         | スペイン       | クイックステップ                  | +28秒         |
| 10   | トル・フースホフト         | ノルウェー     | サーヴェロ・テストチーム          | +6分45秒      |
| 140  | 新城幸也                   | 日本           | Bbox ブイグテレコム               | +34分48秒     |

総合成績
| 順位 | 選手名                       | 国籍           | チーム                       | 時間           |
| ---- | ---------------------------- | -------------- | ---------------------------- | -------------- |
| 1    | アルベルト・コンタドール     | スペイン       | アスタナ                     | 78時間29分10秒 |
| 2    | アンディ・シュレク           | ルクセンブルク | チーム・サクソバンク         | +08秒          |
| 3    | サムエル・サンチェス         | スペイン       | エウスカルテル・エウスカディ | +2分00秒       |
| 4    | デニス・メンショフ           | ロシア         | ラボバンク                   | +2分13秒       |
| 5    | ユルヘン・ファンデンブルック | ベルギー       | オメガファーマ・ロット       | +3分39秒       |
| 6    | ロベルト・ヘーシンク         | オランダ       | ラボバンク                   | +5分01秒       |
| 7    | リーヴァイ・ライプハイマー   | アメリカ合衆国 | チーム・レディオシャック     | +5分25秒       |
| 8    | ホアキン・ロドリゲス         | スペイン       | チーム・カチューシャ         | +5分45秒       |
| 9    | アレクサンドル・ヴィノクロフ | カザフスタン   | アスタナ                     | +7分12秒       |
| 10   | ライダー・ヘシェダル         | カナダ         | ガーミン・トランジションズ   | +7分51秒       |
| 11   | ロマン・クロイツィガー       | チェコ         | リクイガス・ドイモ           | +7分58秒       |
| 12   | ルーベン・プラサ             | スペイン       | ケス・デパーニュ             | +8分02秒       |
| 13   | ルイス・レオン・サンチェス   | スペイン       | ケス・デパーニュ             | +8分19秒       |
| 14   | クリス・ホーナー             | アメリカ合衆国 | チーム・レディオシャック     | +8分52秒       |
| 15   | カルロス・サストレ           | スペイン       | サーヴェロ・テストチーム     | +9分02秒       |
| 16   | アンドレアス・クレーデン     | ドイツ         | チーム・レディオシャック     | +11分14秒      |
| 17   | トーマス・ルヴクヴィスト     | スウェーデン   | チーム・サクソバンク         | +12分09秒      |
| 18   | ニコラス・ロッシュ           | アイルランド   | Ag2r・ラ・モンディアル       | +12分34秒      |
| 19   | ケヴィン・デ・ウェールト     | ベルギー       | クイックステップ             | +14分07秒      |
| 20   | ジョン・ガドレ               | フランス       | Ag2r・ラ・モンディアル       | +14分24秒      |
| 109  | 新城幸也                     | 日本           | Bbox ブイグテレコム          | +2時間41分39秒 |

ポイント賞
| 順位 | 選手名                     | 国籍           | チーム                            | ポイント |
| ---- | -------------------------- | -------------- | --------------------------------- | -------- |
| 1    | トル・フースホフト         | ノルウェー     | サーヴェロ・テストチーム          | 191      |
| 2    | アレッサンドロ・ペタッキ   | イタリア       | ランプレ - ファルネーゼ・ヴィーニ | 187      |
| 3    | マーク・カヴェンディッシュ | オーストラリア | チーム・カチューシャ              | 162      |
| 27   | 新城幸也                   | 日本           | Bbox ブイグテレコム               | 47       |

山岳賞
| 順位 | 選手名                 | 国籍     | チーム                            | ポイント |
| ---- | ---------------------- | -------- | --------------------------------- | -------- |
| 1    | アントニー・シャルトー | フランス | Bbox ブイグテレコム               | 143      |
| 2    | クリストフ・モロー     | フランス | ケス・デパーニュ                  | 128      |
| 3    | ダミアーノ・クネゴ     | イタリア | ランプレ - ファルネーゼ・ヴィーニ | 99       |

新人賞
| 順位 | 選手名                 | 国籍           | チーム               | 時間           |
| ---- | ---------------------- | -------------- | -------------------- | -------------- |
| 1    | アンディ・シュレク     | ルクセンブルク | チーム・サクソバンク | 78時間29分18秒 |
| 2    | ロベルト・ヘーシンク   | スペイン       | ラボバンク           | +4分53秒       |
| 3    | ロマン・クロイツィガー | チェコ         | リクイガス・ドイモ   | +7分50秒       |

チーム時間賞
| 順位 | チーム名                 | 国籍           | 時間            |
| ---- | ------------------------ | -------------- | --------------- |
| 1    | チーム・レディオシャック | アメリカ合衆国 | 235時間24分46秒 |
| 2    | ケス・デパーニュ         | スペイン       | +4分27秒        |
| 3    | ラボバンク               | オランダ       | +30分53秒       |

敢闘賞
- カルロス・バレード (クイックステップ)

## 第17ステージ
- 7月22日(木)　ポー  －ツールマレー峠　174.0km[13]

- 2回目の休息日明けはピレネー最終決戦。前ステージとは逆側からの登坂となるツールマレー峠が最後の山頂ゴールの舞台となり、最後の山岳ポイントともなる。レース序盤で逃げが決まり、レミ・ポリオル（コフィディス）、アレクサンドル・コロブネフ（チーム・カチューシャ）、フアン・アントニオ・フレチャ、エドヴァルド・ボアソン・ハーゲン（共にチームスカイ）、クリストヤン・コレン（リクイガス・ドイモ）、ルーベン・ペレス（エウスカルテル・エウスカディ）、マルクス・ブルクハルト（BMC・レーシングチーム）の7名が逃げ始める。メイン集団ではサムエル・サンチェスが落車。マイヨ・ジョーヌのアルベルト・コンタドールが集団の先頭に出て減速を促したが、カルロス・サストレが静止を振り切って飛び出した。その後は逃げ、メイン集団共に淡々と進行。単独追走していたサストレは結局逃げに追いつけないままツールマレー峠手前でメイン集団に捕まった。峠に入ると逃げ集団からコロブネフが飛び出して独走を開始。メイン集団はサクソバンクがアシスト総出で猛烈なペースアップ行い、残り10kmを切って満を持してアンディ・シュレクがアタック、唯一コンタドールが反応し、コロブネフをあっという間に抜き去り2人の一騎討ちとなった。追走集団はロベルト・ヘーシンクが牽引するも先頭の2人との差は歴然。アンディは執拗にアタックを仕掛けるもコンタドールを引き離すことが出来ない。コンタドールも1度だけアタックを仕掛けたが、アンディを引き離すことは出来ず。結局両者一歩も譲らないままゴール前へ。最後はコンタドールがアンディにステージ優勝を譲る格好でアンディ、コンタドールの順でゴールした。表彰台争いではS・サンチェスがデニス・メンショフを8秒引き離した。アンディは今大会2勝目。各賞は動きなく、マイヨ・ブラン・ア・ポア・ルージュのアントニー・シャルトーは事実上ジャージを確定させた。敢闘賞はコロブネフが獲得。尚、シモン・シュピラック（ランプレ・ファルネーゼ＝ヴィーニ）が途中リタイアしている。

区間成績
| 順位 | 選手名                       | 国籍           | チーム                       | 時間          |
| ---- | ---------------------------- | -------------- | ---------------------------- | ------------- |
| 1    | アンディ・シュレク           | ルクセンブルク | チーム・サクソバンク         | 5時間03分29秒 |
| 2    | アルベルト・コンタドール     | スペイン       | アスタナ                     | 同            |
| 3    | ホアキン・ロドリゲス         | スペイン       | チーム・カチューシャ         | +1分18秒      |
| 4    | ライダー・ヘシェダル         | カナダ         | ガーミン・トランジションズ   | +1分27秒      |
| 5    | サムエル・サンチェス         | スペイン       | エウスカルテル・エウスカディ | +1分32秒      |
| 6    | デニス・メンショフ           | ロシア         | ラボバンク                   | +1分40秒      |
| 7    | ロベルト・ヘーシンク         | オランダ       | ラボバンク                   | 同            |
| 8    | クリス・ホーナー             | アメリカ合衆国 | チーム・レディオシャック     | +1分45秒      |
| 9    | ユルヘン・ファンデンブルック | ベルギー       | オメガファーマ・ロット       | +1分48秒      |
| 10   | ロマン・クロイツィガー       | チェコ         | リクイガス・ドイモ           | +2分14秒      |
| 100  | 新城幸也                     | 日本           | Bbox ブイグテレコム          | +28分17秒     |

総合成績
| 順位 | 選手名                       | 国籍           | チーム                       | 時間           |
| ---- | ---------------------------- | -------------- | ---------------------------- | -------------- |
| 1    | アルベルト・コンタドール     | スペイン       | アスタナ                     | 83時間32分39秒 |
| 2    | アンディ・シュレク           | ルクセンブルク | チーム・サクソバンク         | +08秒          |
| 3    | サムエル・サンチェス         | スペイン       | エウスカルテル・エウスカディ | +3分32秒       |
| 4    | デニス・メンショフ           | ロシア         | ラボバンク                   | +3分53秒       |
| 5    | ユルヘン・ファンデンブルック | ベルギー       | オメガファーマ・ロット       | +5分27秒       |
| 6    | ロベルト・ヘーシンク         | オランダ       | ラボバンク                   | +6分41秒       |
| 7    | ホアキン・ロドリゲス         | スペイン       | チーム・カチューシャ         | +7分03秒       |
| 8    | ライダー・ヘシェダル         | カナダ         | ガーミン・トランジションズ   | +9分18秒       |
| 9    | ロマン・クロイツィガー       | チェコ         | リクイガス・ドイモ           | +10分12秒      |
| 10   | クリス・ホーナー             | アメリカ合衆国 | チーム・レディオシャック     | +10分37秒      |
| 11   | ルイス・レオン・サンチェス   | スペイン       | ケス・デパーニュ             | +12分46秒      |
| 12   | ルーベン・プラサ             | スペイン       | ケス・デパーニュ             | +13分01秒      |
| 13   | リーヴァイ・ライプハイマー   | アメリカ合衆国 | チーム・レディオシャック     | +14分24秒      |
| 14   | アンドレアス・クレーデン     | ドイツ         | チーム・レディオシャック     | +14分44秒      |
| 15   | ニコラス・ロッシュ           | アイルランド   | Ag2r・ラ・モンディアル       | +16分00秒      |
| 16   | アレクサンドル・ヴィノクロフ | カザフスタン   | アスタナ                     | +17分57秒      |
| 17   | ジョン・ガドレ               | フランス       | Ag2r・ラ・モンディアル       | +17分59秒      |
| 18   | トーマス・ルヴクヴィスト     | スウェーデン   | チーム・サクソバンク         | +18分30秒      |
| 19   | ケヴィン・デ・ウェールト     | ベルギー       | クイックステップ             | +20分03秒      |
| 20   | ダニエル・モレノ             | スペイン       | オメガファーマ・ロット       | +25分23秒      |
| 112  | 新城幸也                     | 日本           | Bbox ブイグテレコム          | +3時間09分56秒 |

ポイント賞
| 順位 | 選手名                     | 国籍           | チーム                            | ポイント |
| ---- | -------------------------- | -------------- | --------------------------------- | -------- |
| 1    | トル・フースホフト         | ノルウェー     | サーヴェロ・テストチーム          | 191      |
| 2    | アレッサンドロ・ペタッキ   | イタリア       | ランプレ - ファルネーゼ・ヴィーニ | 187      |
| 3    | マーク・カヴェンディッシュ | オーストラリア | チーム・カチューシャ              | 162      |
| 29   | 新城幸也                   | 日本           | Bbox ブイグテレコム               | 47       |

山岳賞
| 順位 | 選手名                 | 国籍           | チーム               | ポイント |
| ---- | ---------------------- | -------------- | -------------------- | -------- |
| 1    | アントニー・シャルトー | フランス       | Bbox ブイグテレコム  | 143      |
| 2    | クリストフ・モロー     | フランス       | ケス・デパーニュ     | 128      |
| 3    | アンディ・シュレク     | ルクセンブルク | チーム・サクソバンク | 116      |

新人賞
| 順位 | 選手名                 | 国籍           | チーム               | 時間           |
| ---- | ---------------------- | -------------- | -------------------- | -------------- |
| 1    | アンディ・シュレク     | ルクセンブルク | チーム・サクソバンク | 83時間32分47秒 |
| 2    | ロベルト・ヘーシンク   | スペイン       | ラボバンク           | +6分33秒       |
| 3    | ロマン・クロイツィガー | チェコ         | リクイガス・ドイモ   | +10分04秒      |

チーム時間賞
| 順位 | チーム名                 | 国籍           | 時間            |
| ---- | ------------------------ | -------------- | --------------- |
| 1    | チーム・レディオシャック | アメリカ合衆国 | 250時間44分40秒 |
| 2    | ケス・デパーニュ         | スペイン       | +8分30秒        |
| 3    | ラボバンク               | オランダ       | +33分39秒       |

敢闘賞
- アレクサンドル・コロブネフ (チーム・カチューシャ)

## 第18ステージ
- 7月23日(金)　サリー＝ド＝ベアム  －ボルドー　198.0km[15]

- 最終決戦地ボルドーへ向かう移動ステージ。ジェローム・ピノー、ブノワ・ヴォグルナール（フランセーズ・デ・ジュー）、ダニエル・オッス（リクイガス・ドイモ）、マティ・ブレシェル（チーム・サクソバンク）の4名が逃げを決めるが、久々のスプリントチャンスを逃したくないチーム・HTC - コロンビア等がタイム差をコントロール。オッスが最後まで抵抗し続けるも、残り3kmで集団は1つになりスプリント勝負になだれ込んだ。サーヴェロ・テストチームがトル・フースホフトのためにトレインを作るが、後ろからアレサンドロ・ペタッキがスプリントを開始。しかし、ペタッキの番手に入っていたマーク・カヴェンディッシュが驚異的な加速力でペタッキをぶち抜くと、最後は振り返って後続を確認するほどの圧勝でステージ4勝目。発射台のマーク・レンショー不在でも圧倒的な強さを見せつけた。ペタッキはジュリアン・ディーンにも差されてステージ3位に終わったが、フースホフトがステージ14位に沈んだためマイヨ・ヴェールを取り返すことに成功した。総合には動きなく、敢闘賞はオッスが獲得。フランチェスコ・レダが途中リタイアで走り切ったのは170名だった。

区間成績
| 順位 | 選手名                           | 国籍             | チーム                            | 時間          |
| ---- | -------------------------------- | ---------------- | --------------------------------- | ------------- |
| 1    | マーク・カヴェンディッシュ       | イギリス         | チーム・HTC - コロンビア          | 4時間37分09秒 |
| 2    | ジュリアン・ディーン             | ニュージーランド | ガーミン・トランジションズ        | 同            |
| 3    | アレッサンドロ・ペタッキ         | イタリア         | ランプレ - ファルネーゼ・ヴィーニ | 同            |
| 4    | ロビー・マキュアン               | オーストラリア   | チーム・カチューシャ              | 同            |
| 5    | オスカル・フレイレ               | スペイン         | ラボバンク                        | 同            |
| 6    | エドヴァルド・ボアソン・ハーゲン | ノルウェー       | チーム・スカイ                    | 同            |
| 7    | ユルヘン・ルラントス             | ベルギー         | オメガファーマ・ロット            | 同            |
| 8    | ホセ・ホアキン・ロハス           | スペイン         | ケス・デパーニュ                  | 同            |
| 9    | グレガ・ボレ                     | スロベニア       | ランプレ - ファルネーゼ・ヴィーニ | 同            |
| 10   | ルーベン・ペレス                 | スペイン         | エウスカルテル・エウスカディ      | 同            |
| 16   | 新城幸也                         | 日本             | Bbox ブイグテレコム               | 同            |

総合成績
| 順位 | 選手名                       | 国籍           | チーム                       | 時間           |
| ---- | ---------------------------- | -------------- | ---------------------------- | -------------- |
| 1    | アルベルト・コンタドール     | スペイン       | アスタナ                     | 88時間09分48秒 |
| 2    | アンディ・シュレク           | ルクセンブルク | チーム・サクソバンク         | +08秒          |
| 3    | サムエル・サンチェス         | スペイン       | エウスカルテル・エウスカディ | +3分32秒       |
| 4    | デニス・メンショフ           | ロシア         | ラボバンク                   | +3分53秒       |
| 5    | ユルヘン・ファンデンブルック | ベルギー       | オメガファーマ・ロット       | +5分27秒       |
| 6    | ロベルト・ヘーシンク         | オランダ       | ラボバンク                   | +6分41秒       |
| 7    | ホアキン・ロドリゲス         | スペイン       | チーム・カチューシャ         | +7分03秒       |
| 8    | ライダー・ヘシェダル         | カナダ         | ガーミン・トランジションズ   | +9分18秒       |
| 9    | ロマン・クロイツィガー       | チェコ         | リクイガス・ドイモ           | +10分12秒      |
| 10   | クリス・ホーナー             | アメリカ合衆国 | チーム・レディオシャック     | +10分37秒      |
| 112  | 新城幸也                     | 日本           | Bbox ブイグテレコム          | +3時間09分56秒 |

ポイント賞
| 順位 | 選手名                     | 国籍           | チーム                            | ポイント |
| ---- | -------------------------- | -------------- | --------------------------------- | -------- |
| 1    | アレッサンドロ・ペタッキ   | イタリア       | ランプレ - ファルネーゼ・ヴィーニ | 213      |
| 2    | トル・フースホフト         | ノルウェー     | サーヴェロ・テストチーム          | 203      |
| 3    | マーク・カヴェンディッシュ | オーストラリア | チーム・カチューシャ              | 197      |
| 27   | 新城幸也                   | 日本           | Bbox ブイグテレコム               | 57       |

山岳賞
| 順位 | 選手名                 | 国籍           | チーム               | ポイント |
| ---- | ---------------------- | -------------- | -------------------- | -------- |
| 1    | アントニー・シャルトー | フランス       | Bbox ブイグテレコム  | 143      |
| 2    | クリストフ・モロー     | フランス       | ケス・デパーニュ     | 128      |
| 3    | アンディ・シュレク     | ルクセンブルク | チーム・サクソバンク | 116      |

新人賞
| 順位 | 選手名                 | 国籍           | チーム               | 時間           |
| ---- | ---------------------- | -------------- | -------------------- | -------------- |
| 1    | アンディ・シュレク     | ルクセンブルク | チーム・サクソバンク | 88時間09分56秒 |
| 2    | ロベルト・ヘーシンク   | スペイン       | ラボバンク           | +6分33秒       |
| 3    | ロマン・クロイツィガー | チェコ         | リクイガス・ドイモ   | +10分04秒      |

チーム時間賞
| 順位 | チーム名                 | 国籍           | 時間            |
| ---- | ------------------------ | -------------- | --------------- |
| 1    | チーム・レディオシャック | アメリカ合衆国 | 264時間36分07秒 |
| 2    | ケス・デパーニュ         | スペイン       | +8分30秒        |
| 3    | ラボバンク               | オランダ       | +33分39秒       |

敢闘賞
- ダニエル・オッス (リクイガス・ドイモ)

## 第19ステージ
- 7月24日(土)　ボルドー  －ポーイヤック　52.0km(ITT)[17]

- 今大会唯一の本格的個人TTでいよいよマイヨ・ジョーヌ争いに決着がつく。1番スタートのベルト・グラプシュ（チーム・HTC - コロンビア）が1時間2分44秒の好タイムをいきなり叩き出すが、チームメートのトニー・マルティンがこれを1分半以上更新する1時間1分13秒のタイム。しかし、アルカンシエルを身に纏うファビアン・カンチェラーラが第1計測こそマルティンから遅れをとるも、それ以降の計測地点はすべてトップタイムを叩き出し、ただ1人60分台に突入する1時間56秒で走りきった。以降、向かい風が吹くなどコースコンディションの悪化もあり、カンチェラーラのタイムを脅かす選手は現れず、カンチェラーラのプロローグに続く個人TT制覇となった。総合上位勢ではデニス・メンショフがカンチェラーラから3分51秒遅れの11位という好走を見せ、5分51秒遅れの40位に終わったサムエル・サンチェスから総合3位の座を奪い取った。注目のアンディ・シュレクとアルベルト・コンタドールの争いは、第1計測はアンディがコンタドールのタイムを2秒上回り、さらにその後一時は暫定で2秒差までコンタドールに詰め寄った。しかし本来TTを不得手とするアンディは後半になるにつれて徐々に失速し、コンタドールは底力を見せて徐々にタイムを押し戻していく。結局、アンディはカンチェラーラから6分14秒遅れの44位、コンタドールは5分43秒遅れの35位で走り切り、総合タイム差39秒（奇しくもアンディが第15ステージのアクシデントで失ったタイムと同タイム）で決着がついた。TTで圧倒的な強さを見せてきたカンチェラーラだったが、グランツール日程後半の長距離個人TTで勝つのは初めて。重圧から解放されたコンタドールが表彰式で涙を見せるシーンもあった。

区間成績
| 順位 | 選手名                       | 国籍           | チーム                     | 時間          |
| ---- | ---------------------------- | -------------- | -------------------------- | ------------- |
| 1    | ファビアン・カンチェラーラ   | スイス         | チーム・サクソバンク       | 1時間00分56秒 |
| 2    | トニー・マルティン           | ドイツ         | チーム・HTC - コロンビア   | +17秒         |
| 3    | ベルト・グラプシュ           | ドイツ         | チーム・HTC - コロンビア   | +1分48秒      |
| 4    | イグナタス・コノヴァロヴァス | リトアニア     | サーヴェロ・テストチーム   | +2分34秒      |
| 5    | デヴィッド・ザブリスキー     | アメリカ合衆国 | ガーミン・トランジションズ | +3分00秒      |
| 6    | コース・ムレンハウト         | オランダ       | ラボバンク                 | +3分03秒      |
| 7    | ヴァシル・キリエンカ         | ベラルーシ     | ケス・デパーニュ           | +3分10秒      |
| 8    | マールテン・チャリンヒー     | オランダ       | ラボバンク                 | +3分21秒      |
| 9    | ブラッドリー・ウィギンス     | イギリス       | チーム・スカイ             | +3分33秒      |
| 10   | ジェライント・トーマス       | イギリス       | チーム・スカイ             | +3分36秒      |
| 35   | アルベルト・コンタドール     | スペイン       | アスタナ                   | +5分43秒      |
| 44   | アンディ・シュレク           | ルクセンブルク | チーム・サクソバンク       | +6分14秒      |
| 126  | 新城幸也                     | 日本           | Bbox ブイグテレコム        | +9分07秒      |

総合成績
| 順位 | 選手名                       | 国籍           | チーム                       | 時間           |
| ---- | ---------------------------- | -------------- | ---------------------------- | -------------- |
| 1    | アルベルト・コンタドール     | スペイン       | アスタナ                     | 89時間16分27秒 |
| 2    | アンディ・シュレク           | ルクセンブルク | チーム・サクソバンク         | +39秒          |
| 3    | デニス・メンショフ           | ロシア         | ラボバンク                   | +2分01秒       |
| 4    | サムエル・サンチェス         | スペイン       | エウスカルテル・エウスカディ | +3分40秒       |
| 5    | ユルヘン・ファンデンブルック | ベルギー       | オメガファーマ・ロット       | +6分54秒       |
| 6    | ロベルト・ヘーシンク         | オランダ       | ラボバンク                   | +9分31秒       |
| 7    | ライダー・ヘシェダル         | カナダ         | ガーミン・トランジションズ   | +10分15秒      |
| 8    | ホアキン・ロドリゲス         | スペイン       | チーム・カチューシャ         | +11分37秒      |
| 9    | ロマン・クロイツィガー       | チェコ         | リクイガス・ドイモ           | +11分54秒      |
| 10   | クリス・ホーナー             | アメリカ合衆国 | チーム・レディオシャック     | +12分02秒      |
| 11   | ルイス・レオン・サンチェス   | スペイン       | ケス・デパーニュ             | +14分21秒      |
| 12   | ルーベン・プラサ             | スペイン       | ケス・デパーニュ             | +14分29秒      |
| 13   | リーヴァイ・ライプハイマー   | アメリカ合衆国 | チーム・レディオシャック     | +14分40秒      |
| 14   | アンドレアス・クレーデン     | ドイツ         | チーム・レディオシャック     | +16分36秒      |
| 15   | ニコラス・ロッシュ           | アイルランド   | Ag2r・ラ・モンディアル       | +16分59秒      |
| 16   | アレクサンドル・ヴィノクロフ | カザフスタン   | アスタナ                     | +17分46秒      |
| 17   | トーマス・ルヴクヴィスト     | スウェーデン   | チーム・サクソバンク         | +20分46秒      |
| 18   | ケヴィン・デ・ウェールト     | ベルギー       | クイックステップ             | +21分54秒      |
| 19   | ジョン・ガドレ               | フランス       | Ag2r・ラ・モンディアル       | +24分04秒      |
| 20   | カルロス・サストレ           | スペイン       | オメガファーマ・ロット       | +26分37秒      |
| 112  | 新城幸也                     | 日本           | Bbox ブイグテレコム          | +3時間13分20秒 |

ポイント賞
| 順位 | 選手名                     | 国籍           | チーム                            | ポイント |
| ---- | -------------------------- | -------------- | --------------------------------- | -------- |
| 1    | アレッサンドロ・ペタッキ   | イタリア       | ランプレ - ファルネーゼ・ヴィーニ | 213      |
| 2    | トル・フースホフト         | ノルウェー     | サーヴェロ・テストチーム          | 203      |
| 3    | マーク・カヴェンディッシュ | オーストラリア | チーム・カチューシャ              | 197      |
| 27   | 新城幸也                   | 日本           | Bbox ブイグテレコム               | 57       |

山岳賞
| 順位 | 選手名                 | 国籍           | チーム               | ポイント |
| ---- | ---------------------- | -------------- | -------------------- | -------- |
| 1    | アントニー・シャルトー | フランス       | Bbox ブイグテレコム  | 143      |
| 2    | クリストフ・モロー     | フランス       | ケス・デパーニュ     | 128      |
| 3    | アンディ・シュレク     | ルクセンブルク | チーム・サクソバンク | 116      |

新人賞
| 順位 | 選手名                 | 国籍           | チーム               | 時間           |
| ---- | ---------------------- | -------------- | -------------------- | -------------- |
| 1    | アンディ・シュレク     | ルクセンブルク | チーム・サクソバンク | 89時間17分06秒 |
| 2    | ロベルト・ヘーシンク   | スペイン       | ラボバンク           | +8分52秒       |
| 3    | ロマン・クロイツィガー | チェコ         | リクイガス・ドイモ   | +11分15秒      |

チーム時間賞
| 順位 | チーム名                 | 国籍           | 時間            |
| ---- | ------------------------ | -------------- | --------------- |
| 1    | チーム・レディオシャック | アメリカ合衆国 | 267時間55分00秒 |
| 2    | ケス・デパーニュ         | スペイン       | +9分15秒        |
| 3    | ラボバンク               | オランダ       | +27分49秒       |

## 第20ステージ
- 7月25日(日)　ロンジュモー  －パリ（シャンゼリゼ通り）102.5km[19]

- 最終日は例年通りのパリ・シャンゼリゼゴール。例年に比べて距離は短め。チーム・レディオシャックがリブストロングの活動をアピールするスペシャルジャージで現れたが、事前に申請していなかったため通常ジャージへの着替えを命じられ、この影響で正式スタートが遅れるというアクシデントがあった。例年通り周回コースまではアタックは掛からず、アルベルト・コンタドールとアンディ・シュレクのアタック合戦ごっこやコンタドールと新城幸也の2ショットが見られる場面も。周回コースに入ってサンディ・カザールやクリストフ・リブロン等の今大会ステージ優勝経験者を含む強力な逃げが形成されたがシャンゼリゼ連勝を狙うチーム・HTC - コロンビアはトニー・マルティンを逃げに送り込むなど抜かりなくコントロール。結局残り6kmで全ての逃げが吸収され、スプリント勝負に持ち込まれた。サーヴェロ・テストチームがトレインを組んでトル・フースホフトを発射、ほぼ同時にアレサンドロ・ペタッキもスプリントを掛ける。しかし別ラインからスプリントを始めたマーク・カヴェンディッシュが段違いの加速で後続に大差を付けて圧勝。ステージ5勝目に加えて、史上初となるシャンゼリゼ連勝を果たした。ペタッキはステージ2位に入りマイヨ・ヴェールを死守。各賞保持者も無事にゴールラインを越え、コンタドールの2年連続3回目のマイヨ・ジョーヌ獲得をもって今大会は幕を降ろした。

区間成績
| 順位 | 選手名                     | 国籍             | チーム                            | 時間          |
| ---- | -------------------------- | ---------------- | --------------------------------- | ------------- |
| 1    | マーク・カヴェンディッシュ | イギリス         | チーム・HTC - コロンビア          | 2時間42分21秒 |
| 2    | アレッサンドロ・ペタッキ   | イタリア         | ランプレ - ファルネーゼ・ヴィーニ | 同            |
| 3    | ジュリアン・ディーン       | ニュージーランド | ガーミン・トランジションズ        | 同            |
| 4    | ユルヘン・ルラントス       | ベルギー         | オメガファーマ・ロット            | 同            |
| 5    | オスカル・フレイレ         | オランダ         | ラボバンク                        | 同            |
| 6    | ゲラルト・ツィオレック     | ドイツ           | チーム・ミルラム                  | 同            |
| 7    | トル・フースホフト         | ノルウェー       | サーヴェロ・テストチーム          | 同            |
| 8    | マティ・ブレシェル         | デンマーク       | チーム・サクソバンク              | 同            |
| 9    | ロビー・マキュアン         | オーストラリア   | チーム・カチューシャ              | 同            |
| 10   | ダニエル・オッス           | イタリア         | リクイガス・ドイモ                | 同            |
| 16   | 新城幸也                   | 日本             | Bbox ブイグテレコム               | 同            |

総合成績
| 順位 | 選手名                       | 国籍           | チーム                       | 時間           |
| ---- | ---------------------------- | -------------- | ---------------------------- | -------------- |
| 1    | アルベルト・コンタドール     | スペイン       | アスタナ                     | 91時間58分48秒 |
| 2    | アンディ・シュレク           | ルクセンブルク | チーム・サクソバンク         | +39秒          |
| 3    | デニス・メンショフ           | ロシア         | ラボバンク                   | +2分01秒       |
| 4    | サムエル・サンチェス         | スペイン       | エウスカルテル・エウスカディ | +3分40秒       |
| 5    | ユルヘン・ファンデンブルック | ベルギー       | オメガファーマ・ロット       | +6分54秒       |
| 6    | ロベルト・ヘーシンク         | オランダ       | ラボバンク                   | +9分31秒       |
| 7    | ライダー・ヘシェダル         | カナダ         | ガーミン・トランジションズ   | +10分15秒      |
| 8    | ホアキン・ロドリゲス         | スペイン       | チーム・カチューシャ         | +11分37秒      |
| 9    | ロマン・クロイツィガー       | チェコ         | リクイガス・ドイモ           | +11分54秒      |
| 10   | クリス・ホーナー             | アメリカ合衆国 | チーム・レディオシャック     | +12分02秒      |
| 112  | 新城幸也                     | 日本           | Bbox ブイグテレコム          | +3時間13分20秒 |

ポイント賞
| 順位 | 選手名                     | 国籍       | チーム                           | ポイント |
| ---- | -------------------------- | ---------- | -------------------------------- | -------- |
| 1    | アレサンドロ・ペタッキ     | イタリア   | ランプレ・ファルネーゼ＝ヴィーニ | 243      |
| 2    | マーク・カヴェンディッシュ | イギリス   | チーム・HTC - コロンビア         | 232      |
| 3    | トル・フースホフト         | ノルウェー | サーヴェロ・テストチーム         | 222      |
| 25   | 新城幸也                   | 日本       | Bbox ブイグテレコム              | 67       |

山岳賞
| 順位 | 選手名                 | 国籍           | チーム               | ポイント |
| ---- | ---------------------- | -------------- | -------------------- | -------- |
| 1    | アントニー・シャルトー | フランス       | Bbox ブイグテレコム  | 143      |
| 2    | クリストフ・モロー     | フランス       | ケス・デパーニュ     | 128      |
| 3    | アンディ・シュレク     | ルクセンブルク | チーム・サクソバンク | 116      |

新人賞
| 順位 | 選手名                 | 国籍           | チーム               | 時間           |
| ---- | ---------------------- | -------------- | -------------------- | -------------- |
| 1    | アンディ・シュレク     | ルクセンブルク | チーム・サクソバンク | 91時間59分27秒 |
| 2    | ロベルト・ヘーシンク   | オランダ       | ラボバンク           | +8分52秒       |
| 3    | ロマン・クロイツィガー | チェコ         | リクイガス・ドイモ   | +11分15秒      |

チーム時間賞
| 順位 | チーム名                 | 国籍           | 時間            |
| ---- | ------------------------ | -------------- | --------------- |
| 1    | チーム・レディオシャック | アメリカ合衆国 | 276時間02分03秒 |
| 2    | ケス・デパーニュ         | スペイン       | +9分15秒        |
| 3    | ラボバンク               | オランダ       | +27分49秒       |